# 日报 (德国)
《日报》（發音：[diː ˈtaːɡəsˌtsaɪtʊŋ]；缩写为）是德国一家全国性报纸，报社位于柏林。《日报》于1978年在当时的西柏林作为一个左派的、合作制的报纸计划创刊，一年以后开始每天出版，直到现在。
《日报》在德国是一份独树一帜的报纸。不同于一般的德国报纸，《日报》的发行人是由大学生、社会知名人士和新闻记者组成的taz出版合作社，合作制的发行方式使报纸得以保持高度的独立性。独立性的另一个重要保障是《日报》读者长期订户的比例很高，这使得报纸不必过分依赖广告收入就可以维持财政平衡。也正是因为这个原因，报社的收入非常有限，《日报》的工资标准远低于其他德国大报，并且数度陷入财政危机。
《日报》凭借自己另类的办报方式、激进的立场，获得相当数量读者的青睐，经过20几年的发展，如今已经成为一份能够影响德国舆论的举足轻重的大报。

## 发行
《日报》在全国发行，发行量约60,000份左右，其中近50,000份是通过订阅方式发行的。从1995年起报纸就把当日全部内容登在互联网上，是第一家发行网络版的德国报纸。读者可以在网上查找《日报》过刊的文章，检索半年内的文章免费，超过半年则要收费。

### 地方版
自1980年11月4日起，《日报》开辟了一个报道柏林新闻的板块，这后来成为了在东部新联邦州发行的《日报》的固定版面。此外《日报》在北德联邦州不来梅、下萨克森、汉堡、石-荷发行北部地方版（taz Nord）。在北威州发行的地方版（taz nrw）由于经济原因在2007年7月4日发行了最后一期。

### 《Perşembe》
《Perşembe》是《日报》于2000年开始发行的一份德语、土耳其语双语周报，每周四发行。Perşembe就是土耳其语星期四的意思。在经过一段时间的尝试后，这份报纸也停止了发行。

## 历史
受六八运动思潮影响成长起来的青年一代反对传统生活方式，追求个性解放，要求社会公平，因而被保守的德国社会认为是颓废的一代，这些具有左派色彩的思想诉求往往受到舆论的诟病。这一情况在1977年“德意志之秋”之后更是发展到极致，当时西德社会视左派力量为恐怖组织“红军派”的支持者，左派被妖魔化、罪恶化，声音无法出现在大众媒体中。《日报》正是在这样的背景下，作为左派力量对社会的不公平对待的回应，出现在人们的视野中。首期《日报》于1978年9月27日发行，最初只是个合作制、不定期发行的报纸，1979年4月17日开始正式采取现在的模式定期发行。报纸的市场定位不同于当时普遍流行的小市民取向，而是针对大学生、环保主义者、左派自由主义者、左派社民党员等群体，并积极参与了80年代大学生强占空房运动。《日报》鲜明的左派立场一直保持至今。

## 政治取向和风格
《日报》一贯坚持左派的、批判性的政治立场。在报社的编辑章程中规定报纸须捍卫人权，替政治上的弱势发声，反对任何形式的歧视，新闻报道追求真实性，编辑上拒绝外力的影响和介入，给予国内外新闻同等的关注。
在内政上《日报》经常批评基民盟和社民党的政策，外交上对美国总统布什持批判态度，政治立场与绿党比较接近，但是也经常对其加以批评。
《日报》语言风趣幽默，文风犀利大胆，常常具有讽刺挖苦的意味。它的新闻标题往往非常独特，吸引读者的目光，例如：
- „“ （《布什的历史性讲话》，在一片空白的头版右下角配一幅布什演讲的漫画，而他的讲话框里也是空白）
- „“ （《是个小姑娘》，安格拉·默克尔当选德国总理），2005年
- „“（《卡斯特罗不再是菲德尔》，菲德尔·卡斯特罗重病）, 2006年

这种带有讽刺意味的风格不仅体现在文章标题上，报纸内页也有体现。比如报纸的体育版面标题为“锻炼身体”（leibesübungen），电视节目预告标题为“画面闪烁和沙沙作响”（flimmern und rauschen），报纸最后一页本来是讽刺漫画专栏，标题却叫做“真相”（die wahrheit）。

## 工资和财政危机
《日报》报社和编辑部共有约250名雇员，他们的工资收入远低于行业平均水平。而且全部员工的工资标准都相同，只是负责人有几百欧元的“责任津贴”。员工们也都没有节假日补贴。为了显示和报社的团结，员工们甚至原意削减部分收入。尽管收入不高，报社多年来仍然为新闻界培养了许多人才，德国几乎所有的全国性报纸杂志都能见到《日报》前员工的身影。
《日报》自创刊起便屡屡面临财政危机，数次濒临破产。报纸通常的应对之策就是发起救援运动，吸引读者注意以增加订阅量。比如编辑部会向读者施压，如果报纸的订阅量不在某周以前达到一定数量，报纸就会发行一天不配图片不配评论的版本。有趣的是这种“威胁”总能奏效，以至于《法兰克福汇报》发行人Frank Schirrmacher在给《日报》写的一篇文章中称，《日报》的读者都有受虐狂倾向，因为他们会自愿地定期接受订报胁迫。
2003年上半年报纸实现了历史上首次盈利。自2005年4月30日起《日报》启用了新的头版版面，以期提高报纸在报摊的销量。新版面更专注某个明确的主题，而且配有大幅照片。

## 争议
《日报》合作制的经营模式就注定了它从一开始便在一些基本问题上无法避免意见分歧。围绕是否停止北部地方版，解雇员工，与能源公司合作等多个议题都引发内部激烈争吵，合作社管理层多次干预讨论，此举被反对者批评为自我审查。为此有员工专门制作了一个独立的合作社Maillist （页面存档备份，存于），以保证讨论不受管理层干预。
《日报》大胆敢言的作风也经常为报纸引来纠纷。

### “馬鈴薯”纠纷
2006年6月26日的《日报》“真相”版刊登了题为（波兰的新馬鈴薯。想统治世界的流氓。今天：莱赫·“Katsche”·卡钦斯基），讽刺波兰总统莱赫·卡钦斯基和双胞胎兄弟雅罗斯瓦夫·卡钦斯基在政治上缺乏经验和天真幼稚。此事立即引起两国的外交纠纷，直接后果就是波兰总统取消了原定于不久之后举行的德、法、波三国政治会谈。波兰方面还要求德国政府对这篇文章进行谴责，但被德方以新闻自由的名义拒绝。

## 与《图片报》的关系
《日报》与《图片报》的关系十分特殊。2002年5月8日的《日报》在末页的“真相”栏目中声称，《图片报》主编凯·迪克曼（Kai Diekmann）做了阴茎增大手术。其实这是在讽刺《图片报》胡编乱造和挖人隐私的办报风格，但是迪克曼却以伤害人格为由起诉《日报》，并求偿3万欧元。柏林高等法院二审裁定，认为他利用别人对他的人格伤害寻求经济利益，因而他实际受到的伤害并不严重，而且他必须承认他对别人使用的标准对他同样适用，法院认定《日报》对他的人格伤害并未严重到需要罚款。同时法院裁定《日报》不得再次刊登这条消息。
在2002年《图片报》创刊50周年纪念日，《日报》又以（50年《图片报》——够了！）为题，抗议《图片报》的八卦新闻模式。2003年《日报》创刊25周年纪念日当天，报纸邀请《图片报》编辑到报社主持工作一天。当天出版的《日报》主编正是迪克曼，而报纸头条则是（恶意收购）。